# Culicoides pampangensis
Culicoides pampangensis är en tvåvingeart som beskrevs av Mercedes Delfinado 1961. Culicoides pampangensis ingår i släktet Culicoides och familjen svidknott. Inga underarter finns listade i Catalogue of Life.